# Żerdzie
Żerdź – strzała drzewa lub jej część o średnicy mierzonej w odległości 1 metra od grubszego końca (tzw. średnicy znamionowej, przy uwzględnieniu kory) wynoszącej dla drzew iglastych 7–14 cm, dla drzew liściastych 7–18 cm. W sortymentacji drewna jest to drewno okrągłe średniowymiarowe. Wyróżnia się żerdzie użytkowe i przemysłowe.